# Mauerkammergrab von Dedeleben

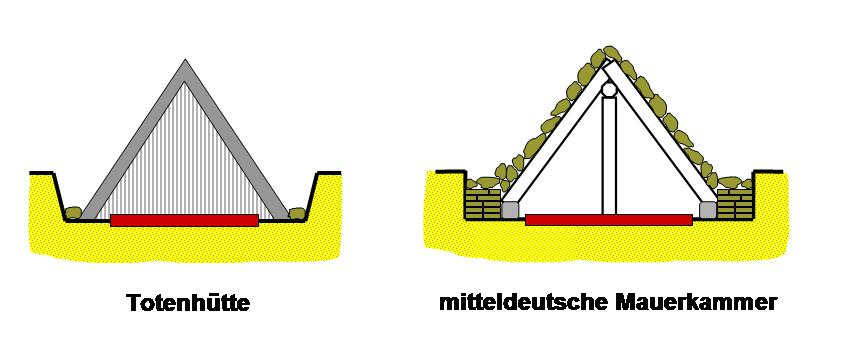
Totenhütte (Bohlenkammer) und Mauerkammergrab

Das leicht trapezoide, 0,6 m eingetiefte Mauerkammergrab von Dedeleben, einem Ortsteil der Gemeinde Huy im Landkreis Harz in  Sachsen-Anhalt wurde 1974 von O. Krüger in einer Kleingartenanlage am Rendeiberg entdeckt und von Heribert Stahlhofen ausgegraben.
Die Ost-West orientierte, 6,6 × 3,5 m große Kammer hat Wände aus Trockenmauerwerk. Der Zugang liegt an der schmaleren Ostseite. Die Kammer wurde von einer Steinpackung auf der Dachkonstruktion, von der der Ausgräber vermutet, dass es eine flache Bohlendecke war, abgedeckt. Ein Bodenpflaster wurde nicht festgestellt.
Im Grabraum befanden sich drei Einbauten.  Zwei waren von Steinen gefasst (I und III), die dritte (II) war in den Boden eingetieft. Eine schwarze Brandschicht und Aschelagen im Zugangsbereich belegen einen
intensiven Grabbrand.
Die teils bis ins Leichenbrandstadium verkohlten Knochen von 23 nachweisbaren Individuen unterschiedlichen Alters und beiderlei Geschlechts lagen wirr durcheinander. Am Rande des Einbaus I befand sich eine Deponie von Oberschenkelknochen und in Einbau III lag ebenfalls ein Knochenlager.
Es fanden sich 130 kg Keramik, die starke Brandspuren zeigt. In den Einbauten I und III
lagen Gefäßgruppen von bis zu vier Stück. Insgesamt handelt es sich um 14 vollständige, 12 aus den Scherben zusammengesetzte Gefäße und viele Scherben. Ein Rinderunterkiefer, eine Knochenplatte und eine Feuersteinklinge wurden ebenfalls gefunden.
Die Keramik stellt das Grab zur Bernburger Kultur.